# 魏恩斯贝格
魏恩斯贝格是德国巴登-符腾堡州的一个市镇。总面积22.22平方公里，总人口11623人，其中男性5772人，女性5851人（2011年12月31日），人口密度523人/平方公里。

## 友好城市
- 法國 卡里尼昂